# Cozy Cole
William Randolph "Cozy" Cole(17. oktober 1909 i New Jersey – 31. januar 1981 i Columbus, Ohio, USA) var en amerikansk jazztrommeslager. 
Cole er mest kendt for sit store hit Topsy fra 1950'erne. Han har spillet med musikere som Louis Armstrong, Benny Carter og Stuff Smith. 
Han spillede ofte duet med Gene Krupa på Metropole i New York City.